# Glaciar Castaño Overa

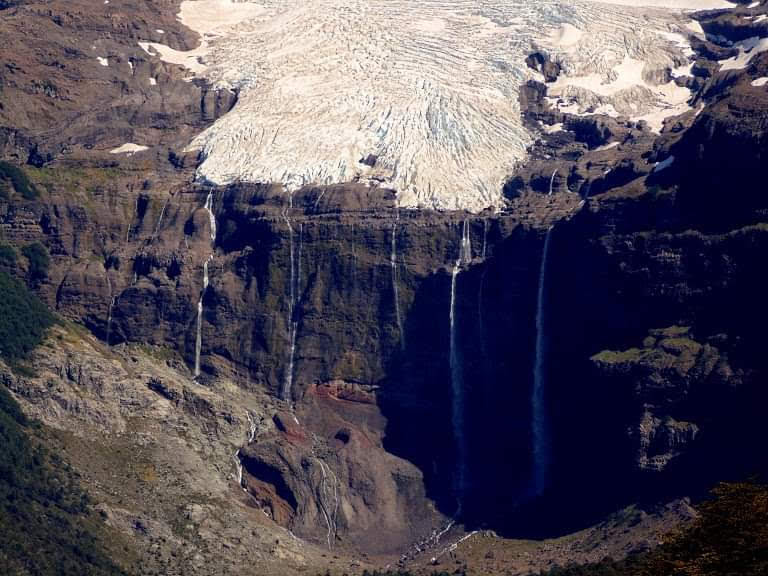
Vista del Glaciar Castaño Overa desde sendero de trekking camino a Laguna Ilón.

El glaciar Castaño Overa es un pequeño glaciar ubicado sobre el lado argentino del cerro Tronador, dentro del parque nacional Nahuel Huapi. Si bien su extensión es pequeña, su atractivo turístico consiste en su fácil accesibilidad, puesto que se puede llegar hasta él de a pie en uno de los Parques Nacionales más visitados del país. La principal actividad turística sobre el mismo son los circuitos de trekking, mientras que los filos que dividen a este de otros glaciares ubicados sobre el lado argentino puntos de considerable atracción. El refugio Otto Meiling, ubicado entre el Castaño Overa y el glaciar Los Alerces, es un frecuente punto de partida para expediciones al cerro.
Diversos estudios científicos han estado invocando la crítica reducción de su tamaño como una muestra del proceso de calentamiento global.